# Phân họ Cẩm quỳ
Phân họ Cẩm quỳ (danh pháp khoa học: Malvoideae) là một phân họ, tối thiểu là bao gồm chi Malva. Nó được Burnett sử dụng lần đầu tiên năm 1835, nhưng đã không được sử dụng nhiều cho tới tận gần đây, khi mà trong phạm vi khuôn khổ của hệ thống APG người ta hợp nhất các họ Malvaceae nghĩa hẹp, Bombacaceae, Sterculiaceae và Tiliaceae của hệ thống Cronquist để mở rộng họ Malvaceae và chia nó ra thành 9 phân họ, trong đó có phân họ Malvoideae.
Phân họ Malvoideae trong hệ thống Kubitzki bao gồm 4 tông là Malveae, Gossypieae, Hibisceae và Kydieae cùng 2-3 chi không đặt vào tông nào là Jumelleanthus, Howittia và có lẽ cả Alyogyne. Phân họ Malveae bao gồm các loài cẩm quỳ, cối xay và một số loài đồng minh khác. Gossypieae bao gồm bông và các loài đồng minh. Hibisceae bao gồm dâm bụt và các loài đồng minh khác.
Baum và ctv. đã mở rộng khái niệm (về mặt miêu tả theo nhánh, tất cả các loài thực vật này đều có quan hệ họ hàng gần gũi với Malva sylvestris hơn là so với Bombax ceiba) của phân họ Malvoideae để gộp thêm cả tông Matisieae (gồm 3 chi là Matisia, Phragmotheca, Quararibea chứa các loài cây gỗ ở vùng nhiệt đới Tân thế giới, nhưng điều này là không chắc chắn, do tông này có thể có quan hệ gần với phân họ Gạo.) và các chi Camptostemon, Lagunaria, Pentaplaris cùng Uladendron.

## Phân loại
Phân họ Malvoideae bao gồm khoảng 78 chi với khoảng 1.670 loài. Các chi đa dạng nhất về loài trong phân họ là dâm bụt (Hibiscus spp.) với khoảng 550-580 loài. Phân họ này chia thành 4 tông như nói trên đây cùng 3 chi (Alyogyne, Howittia, Jumelleanthus) không đặt trong tông nào và có lẽ cả hai tông (Matisieae, Fremontodendreae) cùng 4 chi khác nữa (Camptostemon, Pentaplaris, Lagunaria và Uladendron), nhưng điều này là chưa chắc chắn.

### Eumalvoideae

#### Tông Malveae
Tông Malveae: Chứa khoảng 69 chi:
- Abutilon: Nhiều loài cối xay.
- Acaulimalva
- Akrosida
- Alcea
- Allosidastrum
- Allowissadula
- Althaea: Khoảng chục loài.
- Andeimalva: 4 loài trong dãy núi Andes.
- Anisodontea
- Anoda
- Asterotrichion: 1 loài Asterotrichion discolor (Hook.) Melville tại Tasmania.
- Bakeridesia
- Bastardiastum
- Bastardia
- Bastardiopsis
- Batesimalva
- Billieturnera: 1 loài Billieturnera helleri (Rose) Fryxell tại khu vực từ đông nam Texas tới đông bắc Mexico.
- Briquetia
- Calyculogygas: 1 loài Calyculogygas uruguayensis Krapov. tại Uruguay.
- Callirhoe
- Calyptraemalva: 1 loài Calyptraemalva catharinensis Krapov. tại bang Santa Catarina của Brasil.
- Corynabutilon
- Cristaria
- Dendrosida
- Eremalche
- Fryxellia
- Fuertesimalva: Khoảng 13 loài tại Trung và Nam Mỹ cùng Galapagos.
- Gaya
- Gynatrix: 2 loài tại đông nam Australia.
- Herissantia
- Hochreutinera
- Hoheria: 3-6 loài tại New Zealand (và quần đảo Kermadec).
- Horsfordia
- Iliamna
- Kearnemalvastrum: 2 loài tại Trung Mỹ.
- Kitaibelia
- Krapovickasia
- Lavatera: 1 loài Lavatera trimestris
- Lawrencia: Khoảng chục loài tại Australia (kể cả Tasmania).
- Lecanophora
- Malvastrum
- Malvella: 4 loài phân bố rời rạc.
- Malacothamnus
- Malope
- Malva: Khoảng 15 loài.
- Meximalva
- Modiola
- Modiolastrum
- Monteiroa
- Napaea
- Neobaclea: 1 loài Neobaclea crispifolia (Cav.) Krapov. tại Patagonia.
- Neobrittonia
- Nototriche
- Palaua
- Periptera
- Phymosia
- Plagianthus: 2 loài tại New Zealand (và quần đảo Chatham).
- Pseudabutilon
- Rhynchosida
- Robinsonella
- Sida: 2 loài, gồm bái trắng (Sida cordifolia) và bái nhọn (Sida acuta).
- Sidastrum
- Sidalcea
- Sidasodes
- Sphaeralcea
- Tarasa
- Tetrasida
- Wissadula

#### Tông Gossypieae
Tông Gossypieae chứa 9-10 chi:
- Cephalohibiscus
- Cienfuegosia: Khoảng 25 loài tại châu Mỹ và châu Phi.
- Gossypioides: 2 loài, một ở Đông Phi và một ở Madagascar.
- Gossypium: Phân chia thành 4 phân chi, khoảng 50 loài. Phân bố rộng khắp vùng nhiệt đới, chủ yếu là các môi trường sống khô cằn. Một vài loài và thứ được gieo trồng để lấy bông.
- Hampea: Khoảng 20 loài ở Trung Mỹ tới miền bắc Nam Mỹ.
- Kokia: 4 loài ở Hawaii.
- Lebronnecia: 1 loài trên quần đảo Marquesas.
- Thepparatia: 1 loài Thepparatia thailandica Phuph tại Thái Lan.
- Thespesia

#### Tông Hibisceae
Tông Hibisceae chứa khoảng 27 tới 30 chi:
- Abelmoschus: Một vài loài vông vang. Đáng chú ý có đậu bắp (Abelmoschus esculentus).
- Anotea
- Cenocentrum
- Decaschistia: 2-3 loài.
- Fioria
- Goethea, với một số tác giả coi là thuộc chi Pavonia.
- Helicteropsis
- Hibiscadelphus: Khoảng 4 loài.
- Hibiscus: Gần 600 loài dâm bụt
- Humbertianthus
- Humbertiella
- Kosteletzkya
- Macrostelia
- Malachra
- Malvaviscus
- Megistostegium
- Papuodendron
- Pavonia
- Peltaea
- Perrierophytum
- Phragmocarpidium
- Radyera
- Rojasimalva
- Senra: 1 loài Senra incana Cav. tại Đông Phi, bán đảo Ả Rập và Socotra.
- Symphyochlamys
- Talipariti
- Urena có ké hoa đào (Urena lobata)
- Wercklea

#### Tông Kydieae
Tông Kydieae chứa khoảng 4 chi. Có lẽ lồng trong tông Hibisceae.
- Dicellostyles
- Julostylis
- Kydia
- Nayariophyton

#### Chi độc lập trong Eumalvoideae
- Alyogyne: 4 loài tại Australia. Vị trí không chắc chắn. Kubitzki & Bayer[7] đặt nó như là chi dị thường trong tông Gossypieae trên cơ sở công trình của La Duke và Doebley. Hutchinson[8] không chỉ đặt nó trong tông Gossypieae, mà còn giảm nó thành từ đồng nghĩa của Cienfuegosia. Tuy nhiên, các nghiên cứu cpDNA của Pfeil và ctv.[9] cho thấy vị trí không chắc chắn của chi Alyogyne[10].

### Không thuộc Eumalvoideae
- Howittia: 1 loài Howittia trilocularis F. Mueller tại đông nam Australia. Có thể gán vào tông Hibisceae hoặc tông Malveae[11] hay không vào đâu như đề cập tại đây.
- Jumelleanthus

### Không chắc chắn
- Camptostemon: Có thể thuộc phân họ Gạo.
- Pentaplaris: Có thể thuộc phân họ Gạo. 3 loài tại Trung và Nam Mỹ. Nguyên thủy đặt trong tông Brownlowieae của họ Đoạn (Tiliaceae)[12].
- Lagunaria: 1 loài Lagunaria patersonia (Andrews) G. Don tại Australia (bao gồm các đảo Norfolk và Lord Howe). Chi này được Reichenbach đề xuất năm 1828, dựa trên miêu tả năm 1824 của De Candolle về chi Hibiscus đoạn Lagunaria. Họ hàng gần nhất là chi Howittia[13].
- Uladendron: 1 loài Uladendron codesuri Marc.-Berti tại Venezuela. Nguyên thủy đặt trong họ Trôm (Sterculiaceae)[14].

#### Tông Matisieae
Có thể thuộc phân họ Gạo.
- Matisia Bonpl.
- Phragmotheca Cuatrec.
- Quararibea Aubl.

#### Tông Fremontodendreae
4 loài trong 2-3 chi. Có thể thuộc phân họ Gạo.
- Chiranthodendron: 1 loài (Chiranthodendron pentadactylon Larreautegui)
- Fremontodendron: 2 loài
- × Chiranthofremontia: 1 loài (× Chiranthofremontia lenzii Henrickson)